# Zingonia
Zingonia is een plaats (frazione) in de Italiaanse gemeente Verdellino.